# Klemen Bauer
Klemen Bauer (Liubliana, 9 de enero de 1986) es un deportista esloveno que compitió en biatlón.
Ganó una medalla de plata en el Campeonato Mundial de Biatlón de 2012, en el relevo mixto junto con Andreja Mali, Teja Gregorin y Jakov Fak.
Participó en cuatro Juegos Olímpicos de Verano, entre los años 2006 y 2018, ocupando el cuarto lugar en Vancouver 2010 (velocidad) y el quinto en Sochi 2014 (relevo).

## Palmarés internacional
| Campeonato Mundial | Campeonato Mundial    | Campeonato Mundial | Campeonato Mundial |
| Año                | Lugar                 | Medalla            | Prueba             |
| ------------------ | --------------------- | ------------------ | ------------------ |
| 2012               | Ruhpolding (Alemania) | Medalla de plata   | Relevo mixto       |